# Bucci-Maler

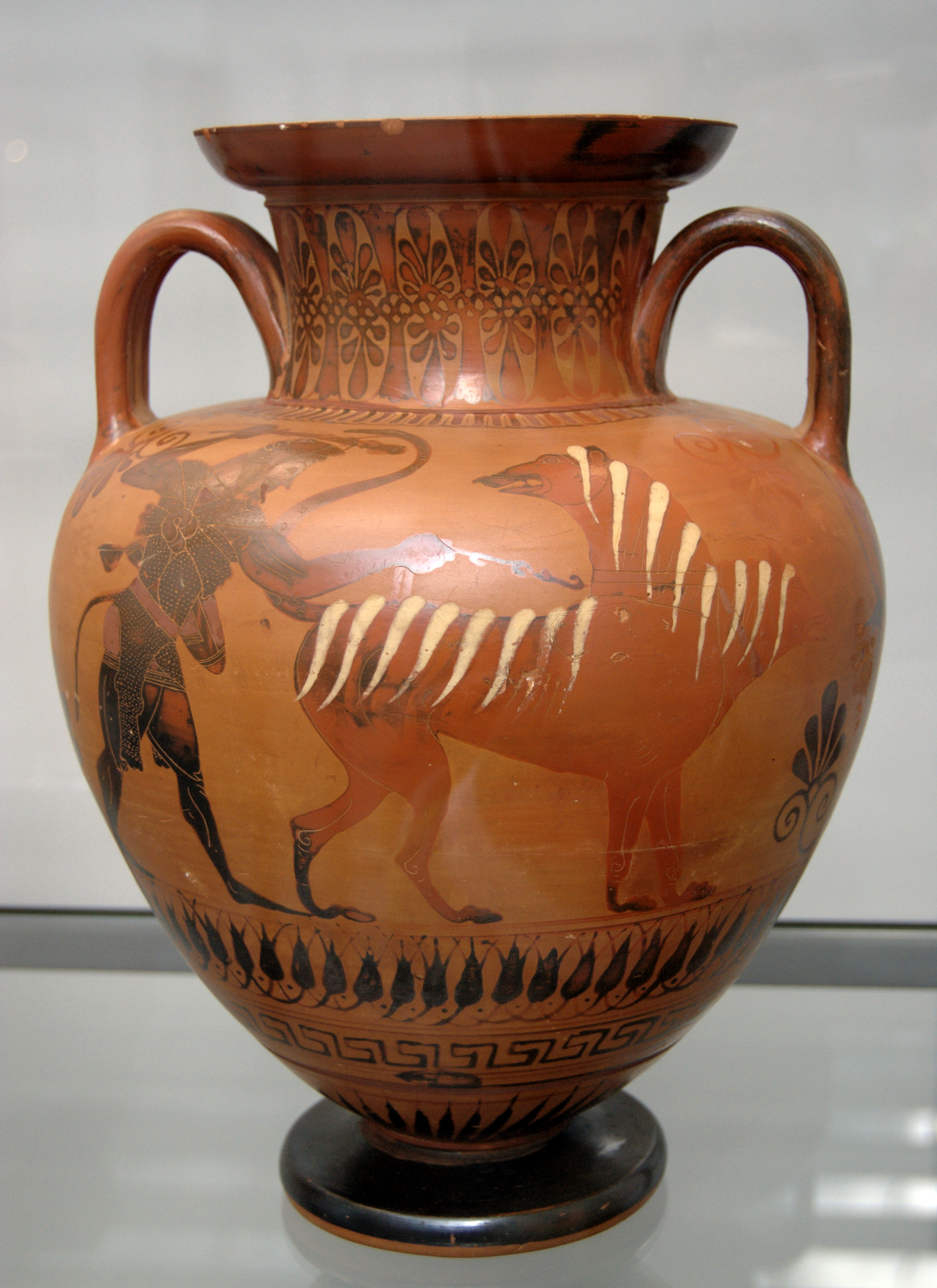
Herakles treibt Kerberos vor sich her. Die Bestie sieht drohend aus, wendet einen Kopf zurück und hat ihren Schlangenschwanz aufgestellt. Halsamphora, um 540 v. Chr. (Fehlbrand)

Der Bucci-Maler war ein mit einem Notnamen benannter attisch-schwarzfiguriger Vasenmaler. Die Werke werden in das letzte Viertel des 6. Jahrhunderts v. Chr. datiert.
Der Bucci-Maler gehört zum Umkreis des Antimenes-Malers, steht aber dem älteren Andokides-Maler näher und ist mit seinen frühen Werken noch vor dem Antimenes-Maler anzusetzen. Er verziert ähnliche Vasenformen wie dieser, Amphoren und Hydrien. Er ist ungleich weniger produktiv, erreicht aber in seinen besten Werken eine ähnlich hohe Qualität. Gelegentlich zeigen die Maler der Gruppe auf ihren Halsamphoren zusätzliche Tierfriese, die den Verzierungsschemata der Hydrien entliehen sind und an deren Predellen erinnern. Manchmal verwendet er für die Rahmung seiner Bilder Säulen, die er aus der Motivwelt der Panathenäischen Preisamphoren entliehen hat.